# Guido Knopp
Guido Knopp, född den 29 januari 1948 i Treysa, är en tysk journalist och författare. Han har producerat TV-dokumentärer och skrivit böcker om Tredje riket och nazismen.